# I’m so Sorry
I’m so Sorry ist ein Song der US-amerikanischen Band Dan Reed Network, der als dritte Single aus deren Debütalbum Dan Reed Network ausgekoppelt wurde. Die Single erschien ausschließlich in den Niederlanden.

## Hintergrund
Dan Reed Network hatte die zweite Singe des Albums, Get to You, im Oktober 1988 veröffentlicht und damit Platz 41 der Single-Charts in den Niederlanden erreicht. Mercury Records entschied daraufhin, I’m so Sorry ausschließlich in den Niederlanden zu veröffentlichen.
Die Single erschien als Schallplatte und enthielt als B-Seite das Lied Burnin’ Love, eine CD-Single enthielt zusätzlich den als „Boom Box Jam“ bezeichneten Remix des Liedes World has a Heart Too.

## Rezeption
I’m so Sorry hatte keinen kommerziellen Erfolg.